# 高句丽美术

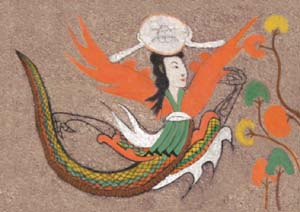
高句丽墓中的月亮女神像

高句丽艺术指的是高句丽（前37年－668年）的艺术。这是一个位于今朝鲜半岛的东北亚古国。其鲜明的艺术风格以流畅的线条和鲜艳的色彩为标志。这种风格的主要例子是在朝鲜和满洲出土的墓室壁画，这些壁画创作于3到7世纪。